# Mary da Cuña
Mary Isabel da Cuña Rodríguez (25 de noviembre de 1942-24 de septiembre de 2016) fue una actriz y directora teatral uruguaya.

## Biografía
Inició su formación teatral en la escuela del Club de Teatro, fundada por Antonio Larreta, donde trabajó con Héctor Manuel Vidal, Nelly Goitiño, Roberto Jones, Roberto Fontana, Villanueva Cosse, Juan Alberto Sobrino, entre otros. En ese mismo espacio debutó como actriz en 1969 con Misia Dura al poder, una obra teatral de contenido político y autoría compartida por varios autores, dirigida por Jorge Denevi. Su debut profesional fue en 1971.
Fue dirigida por directores como Sergio Otermin, Rubén Yáñez, Villanueva Cosse, Jorge Denevi, Carlos Aguilera, Alberto Rivero, Gloria Levy, Ruben Coletto, entre otros. Actuó en obras de Shakespeare, Woody Allen, Michael Frayn, Neil Simon, George Tabori, Harold Pinter, Copi, etc.
En 1975 se convirtió en la primera mujer en formar parte de una murga participante del concurso oficial, al integrarse a Los Diablos Verdes.
En televisión fue una de las caras más visibles de los programas cómicos Telecataplúm (donde trabajó en su segunda etapa junto a Roberto Jones, Pepe Vázquez e Imilce Viñas) y Plop!
En 1989 protagoniza junto a Petru Valensky la comedia musical Cabaret de J. Kander y F. Ebb en el Teatro del Centro de Montevideo, bajo la dirección de Sergio Otermin.
Desde 1990 fue docente en la Escuela de Danza de Eduardo Ramírez, la Escuela de Teatro de La Gaviota, la Escuela de Comedia Musical y en su propia escuela de formación actoral.
Ganó el premio Florencio 2005 a mejor actriz por la obra Raspando la cruz, de Rafael Spregelburd, y recibió otras siete nominaciones al Florencio.
Su estado de salud la llevó a dejar la actuación y a enfocarse en la dirección teatral. Falleció a los 73 años, debido a las secuelas de una prolongada vasculitis, y fue sepultada en el cementerio del Norte de Montevideo.
Estaba divorciada del actor y director teatral Jorge Denevi, con quien tuvo una hija y una nieta: la actriz Julieta Deneviy su hija Marcia Olivera. 